# Cromínia
Cromínia é um município brasileiro do interior do estado de Goiás. Sua população, estimada pelo Instituto Brasileiro de Geografia e Estatística (IBGE), era de 3 883 habitantes em 2022.

## Economia
A agropecuária constitui-se na maior fonte de renda da cidade, tendo predominantemente o gado leiteiro como destaque. A ausência de agências bancárias, tendo apenas um posto do banco Bradesco, o Banco Postal (Banco do Brasil), e uma Agencia Lotérica, e uma Agencia do Banco Sicoob, Recentemente inaugurada,  eo comércio consistente dificultam ainda mais a geração de renda no município, que provem principalmente da Prefeitura que é a maior empregadora da cidade, Outra fonte importante de renda provém das aposentadorias, uma vez que a quantidade de idosos no município é significativa.

## História
A cidade de Cromínia teve o seu começo em 1938, quando alguns moradores das redondezas, fazendeiros e agregados em sua maioria, escolheram um local, que ficou conhecido por Planura Verde, para a construção de um campo de futebol. Naquela época, existia no local uma casa de barro socado, onde residia Francisco da Cruz.
Com o movimento de pessoas que, aos domingos, iam assistir às partidas de futebol e, ao mesmo tempo, rezar o terço ao pé de uma cruz, foram aparecendo as primeiras casas e logo, em seguida, a capela. Em julho de 1940, construiu-se a primeira casa de tijolos, quando já era considerável o movimento de pessoas no povoado de Planura Verde. Antônio Alves de Siqueira é considerado seu fundador, bem assim, membros da família Cruz, ali radicados, foram os idealizadores e deram início à construção do campo de futebol, ponto de origem do povoado. Tem-se também como primeiros moradores, membros da família Siqueira, que ali se estabeleceram por volta de 1940, dando notável impulso ao progresso do povoado, sendo a razão de serem por muitos considerados fundadores da cidade, e também Antônio Barbosa de Souza, Agenor José Firmino, Olímpio José Bráz e João Barbosa de Souza, os doadores do terreno ao patrimônio. Em 1943, recebeu o nome de Cromínia, em virtude da exploração do minério de cromita, na serra Paraíso, próxima à cidade.
O município foi oficialmente criado pela Lei nº 897 de 12-11-1953 no qual a Assembleia Legislativa do Estado de Goiás decretou o desmembramento do município de Piracanjuba, tornando Cromínia um município autônomo.

## Política
Segundo o site da Prefeitura Municipal, o histórico de prefeitos da cidade e seus respectivos anos de mandatos:
- 1955 – 1958 - Antônio Parreira
- 1959 – 1960 - Joquim Lopes
- 1961 – 1965 - Benedito Carlyle
- 1966 – 1967 - Antônio Alves
- 1967 – 1970 - Leônidas Ferreira
- 1970 – 1973 - Eurico Lúcio de Melo
- 1973 – 1977 - Dimas de Urzeda
- 1977 – 1983 - Geraldo Correia Lopes
- 1983 – 1988 - Nilton Marciano Bessa
- 1989 – 1992 - Felizardo José de Almeida
- 1992 – 1996 - Antônio Vieira Rosa
- 1997 – 2000 - Nilton Marciano Bessa
- 2001 – 2004 - José Januário de Menezes Neto
- 2005 – 2008 - Felizardo José de Almeida
- 2009 – 2012 - Antônio Vieira Rosa
- 2013 – 2016 - Marcos Roger Garcia Reis
- 2017 – 2024 - Gilvander Alves Pereira
- 2025 – 2028 - Fernando Lucas Cardoso

## Saúde
O município conta hoje com um hospital municipal (Hospital Municipal Joel Silvério de Lima) e 2 unidades da Estratégia de Saúde da Família. O ESF 302 atende ainda Ronelândia, também conhecido Caxambú (11Km do centro de Cromínia), e ainda a fazenda Flores (4 km do centro de Cromínia).

## Infraestrutura

### Pousadas
Há apenas uma pousada no município (Pousada Anjo da Guarda, localizada na Avenida Principal), que recebe principalmente viajantes em trânsito de São Paulo e da Região Sul.

### Hotéis e motéis
Atualmente a cidade na o conta com nenhum hotel no município e nenhum motel.

### Telefonia
Há apenas uma operadora de celular disponível na região (operadora CLARO). Porém a telefonia fixa possui também a disponibilidade da empresa OI.

### Transportes
Duas rodovias estaduais interligam o município com o restante do estado sendo a GO-040 e a GO-217, ambas pavimentadas.
A Rodoviária Municipal de Cromínia permite o transporte de ida e vinda da capital Goiânia, todos os dias da semana mas apenas uma ida e uma vinda por dia.

### TV
Por não haver antena de TV no município, é necessário adquirir pacotes de TV fechada via satélite ou antenas parabólicas para se ter acesso a outros canais. O único canal da TV aberta disponível (sem uso de antenas parabólicas) é a Globo.

### Esporte
A cidade conta ainda com um ginásio de esportes, um campo de futebol, uma academia aberta para toda a população crominiense.  
O Cromínia Esporte Clube se tornou campeão amador do interior de Goiás no ano de 1990. Onde contava com os seguintes atletas: Marcelo, Junior, João Bosco. Agrosal, Cury, Cabrito, Paulinho, João Eterno. Gandola, Da Silva, Veinho, Morróia, Morcego, Rui, Ernandes, Serjão, equipe comandada pelo Técnico Emival Lopes, tendo como Presidente: João Cardoso, Diretores: Darcy Basilio, Marcio. Alvacir, Jonas Alves da Silva. A partida Final foi contra o Itapuranga Futebol Clube, onde venceu elo placar de 1 x 0, com gol de Gandola no segundo tempo.
No ano de 1998 o Cromínia Esporte Clube disputou os jogos da UNICEF na cidade de Itumbiara/GO, onde estavam grandes equipes do Brasil: Flamengo. Santos. Atlético Mineiro, Vitória, Botafogo, e outras sul americanas, da Argentina, Paraguai, Chile e Uruguai.

### Educação
Creche Municipal: um lugar onde as mães podem deixar seus filhos enquanto trabalham, as crianças se enteragem entre si exercendo atividades pedagógicas com as professoras, também lancham, tomam banho e tem o momento da soneca.
Escola Municipal Primeiros Passos: é dedicada as crianças que vão fazer o jardim e o pré-escolar. A escola funciona em dois períodos, matutino e vespertino.
Escola Estadual Professora Emerenciana: é uma escola de tempo integral onde estudam as crianças do primeiro ano ao quinto ano do ensino fundamental. A escola se destaca por ter uma infra-estrutura de ótima qualidade para o desenvolvimento pedagógico das crianças. A Escola Emerenciana oferece 3 refeições para as crianças, café da manhã, almoço e lanche da tarde.
Colégio Estadual Professor Antônio Mestre: o colégio funciona nos três períodos, matutino, vespertino e noturno. O colégio oferece o Ensino Fundamental completo, do Primeiro Ano ao Nono Ano; e o Ensino Médio completo, Primeira Série à Terceira Série.
Na cidade não tem uma instituição de Ensino Superior, mas a prefeitura oferece transporte gratuito para a comunidade estudar na capital Goiânia e nos interiores Morrinhos e Goiatuba.